# Крокодил нільський

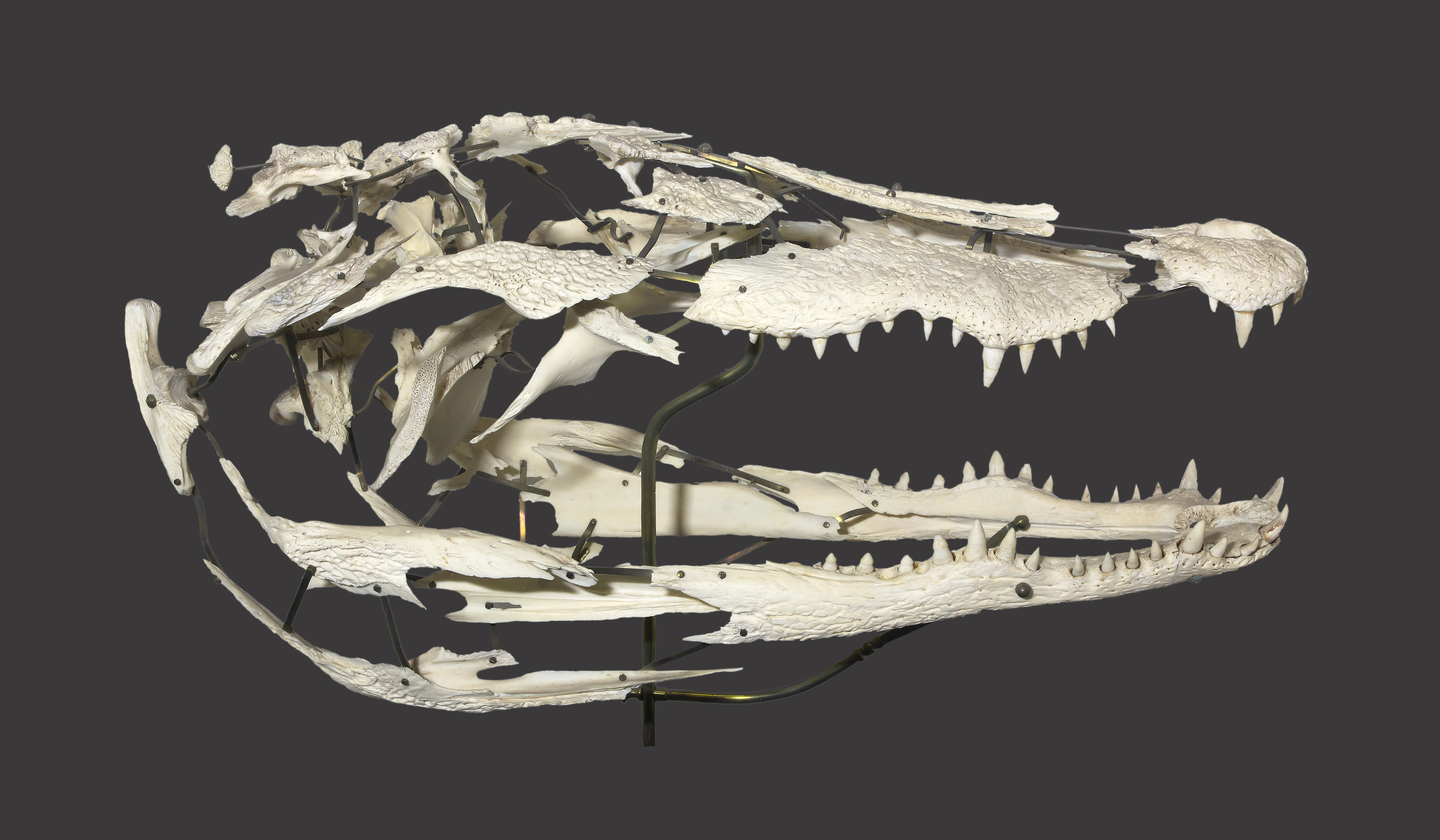
Crocodylus niloticus - MHNT

Крокоди́л ні́льський (Crocodylus niloticus) — великий плазун родини Крокодилових. Один із 13(14) видів роду крокодилів (Crocodylus). Найбільший із 3 видів крокодилів, що мешкають в Африці, і часто розглядається як другий або третій за розміром у світі після гребенястого крокодила та, інколи після гавіала. Завдяки району проживання, розмірам і силі, відомий з давніх часів як крокодил-людожер, був предметом страху і поклоніння. Досі залишається найвідомішим видом крокодилів. У цілому чисельність виду відносно висока і стабільна, хоча популяції в окремих країнах знаходяться під загрозою зникнення.

## Опис

### Зовнішній вигляд
Як і всі крокодили, нільський крокодил має короткі ноги, розташовані з боків тулубу, лускату шкіру, вкриту рядами кістяних пластин, довгий сильний хвіст і могутні щелепи. Очі крокодила плоскі, щоб бачити як під водою, так і в повітрі, забезпечені третьою повікою для додаткового захисту і мають слізні залози, які дозволяють промивати їх сльозами. Ніздрі, вуха і очі розташовані у верхній частині голови, завдяки чому крокодил може майже повністю занурюватися у воду, залишаючи їх на поверхні.
Забарвлення нільського крокодила також дозволяє йому залишатися непоміченим. Молоді особини зазвичай сірі або світло-коричневі з темними смугами на спині і хвості. З віком забарвлення темнішає і смуги зникають. Живіт має жовтий відтінок, така шкіра вважається найякіснішою. Зазвичай крокодил повзає на животі, але може також ходити, підвівши тулуб. Дрібні особини здатні пробігати невелику відстань чвалом, розвиваючи швидкість 12-14 км/год. Плаває нільський крокодил також швидко, здійснюючи синусоїдальні рухи хвостом, і може підтримувати швидкість набагато довше, ніж на поверхні.

### Фізіологія
Серце чотирикамерне, як у птахів, що дозволяє ефективніше насичувати кров киснем. Зазвичай нільський крокодил пірнає на 2-3 хвилини, але при необхідності може залишатися під водою до 30 хвилин, а при зниженій активності — до двох годин. Як холоднокровна тварина, він має відносно повільний метаболізм і може довгий час обходитися без їжі, але в той же час здатний з'їсти до половини власної ваги за раз.
Нільський крокодил має досить добрий слух і багатий діапазон голосу. Його шкіра забезпечена рецепторами, що реагують на зміну тиску води. Щелепи потужні, що дозволяє утримувати ними великих тварин, але вони не здатні рухатися у горизонтальній площині, тому нільський крокодил не здатен жувати. Зазвичай крокодил має 64-68 конічних зубів: 36-38 на верхній щелепі і 28-30 на нижній. Новонароджені крокодили мають спеціальне ущільнення шкіри в передній частині морди, що нагадує яйцевий зуб птахів, за допомогою якого вони руйнують яйцеві оболонки.

### Розміри

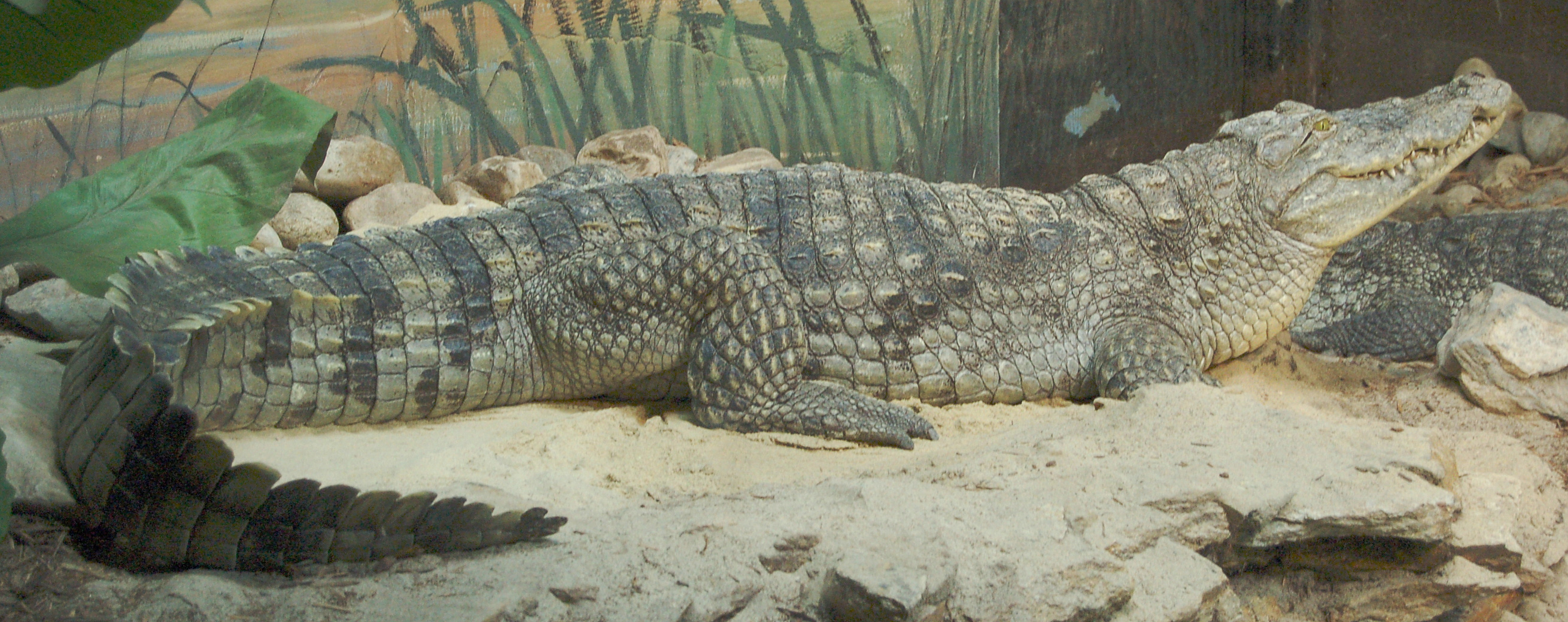
Нільський крокодил збоку

Нільський крокодил має великі розміри, як правило, близько 5 м завдовжки, зрідка — до 6 м. Вага зазвичай становить близько 500 кг, зустрічаються окремі особини вагою понад 900 кг. Найбільший представник цього виду був убитий в Танзанії в 1905 році: його довжина склала 6,45 м, вага — 1090 кг. Існують повідомлення про 7-метрових крокодилів, але вони не підкріплені перевіреними свідченнями. Наявність окремих великих особин виду, ймовірно, обумовлена сприятливішим для них середовищем і кращим живленням. Подібно до інших видів крокодилів, проявляє статевий диморфізм — самиці в середньому на 30 % менші від самців. В цілому відмінності менші, ніж у багатьох інших видів.
Крокодили, що живуть в місцях із холоднішим кліматом, наприклад, на півдні Африки, мають менші розміри — близько 4 м. Карликовий нільський крокодил, який мешкає в Малі і пустелі Сахара, досягає лише 2—3 м. Ймовірно, такі відмінності в розмірах є наслідком гірших умов проживання, а не генетичних відмінностей.

## Розмноження
У нормальних умовах нільський крокодил досягає статевої зрілості до десятирічного віку, сягаючи довжини 3 м для самців, 2—2,5 м для самиць. Під час шлюбного періоду самці привертають самиць, ляскаючи мордою по воді, ревучи, фиркаючи і видаючи інші шуми. Великі самці зазвичай привабливіші для самиць. Під час шлюбних ігор пари видають своєрідні трелі і труться нижніми боками морди.

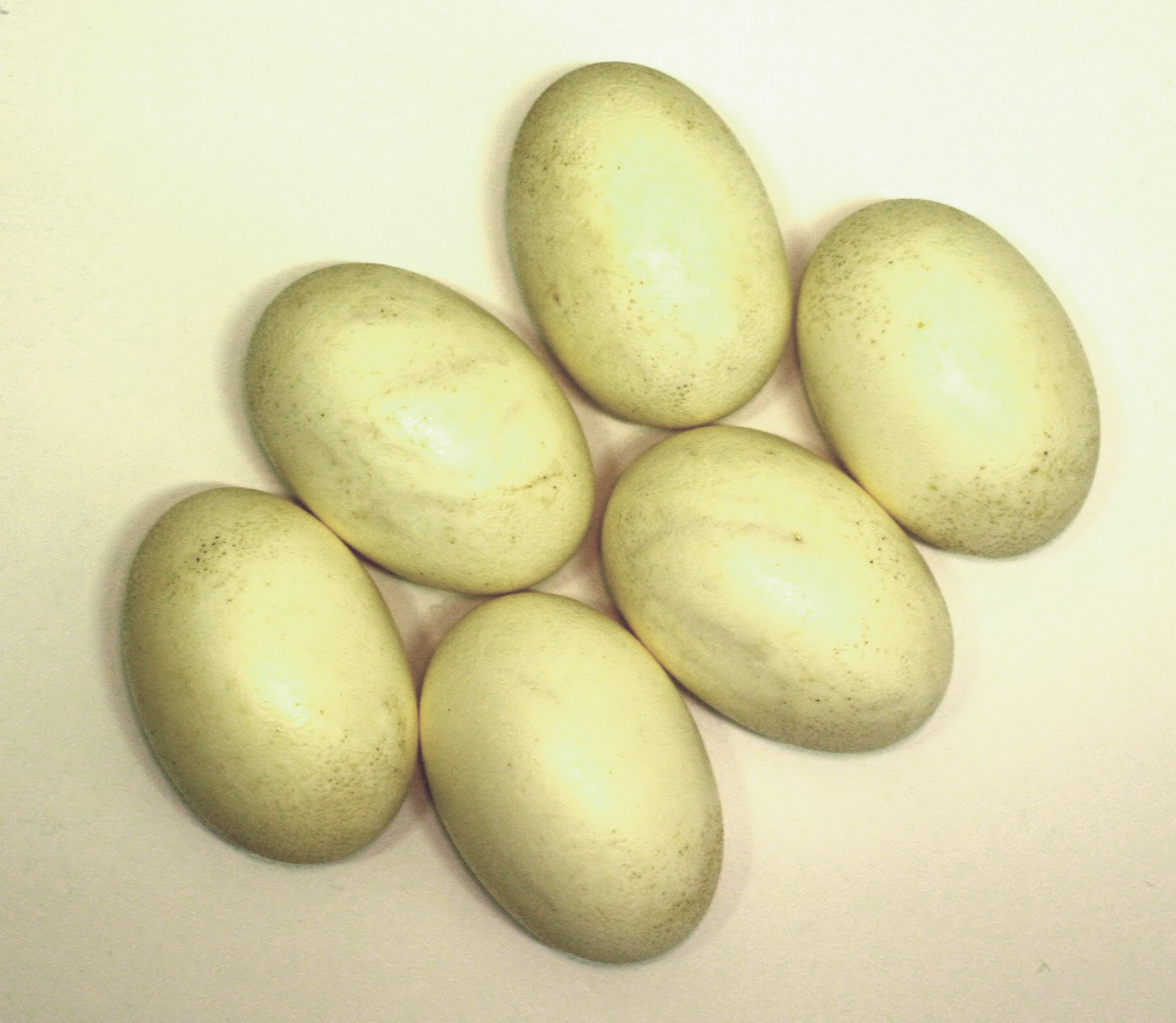
Яйця нільського крокодила

Самиці відкладають яйця приблизно через 2 місяці після спаровування, в листопаді або грудні. На півночі Африки в цей час наступає посушливий сезон, на півдні — дощовий. Улюблені місця для будівництва гнізд — піщані пляжі, пересохлі річища і береги річок. Самиця риє яму до 50 см завглибшки приблизно в двох метрах від берега і відкладає від 20 до 85 яєць (в середньому 50). Декілька самиць можуть будувати гнізда близько одне до одного.
Відклавши яйця, майбутня мати закриває гніздо піском і охороняє протягом 3 місяців періоду інкубації. Батько зазвичай теж знаходиться поряд, і обидва батьки атакують будь-якого, хто намагається наблизитися до гнізда. Попри таку турботу, багато гнізд розоряються людьми, варанами та іншими тваринами в той час, коли мати відлучається, щоб сховатися від спеки або зануритися у воду.
Дитинчата, що вилупилися, видають щебетливі звуки, і за цими звуками матір розриває гніздо. Батьки іноді беруть яйця в пащу і стискають між язиком і піднебінням, щоб допомогти потомству звільнитися. Потім самиця відводить дитинчат до води або відносить їх у своїй пащі.
Як і в інших крокодилів, стать дитинчат визначається температурою протягом середньої третини періоду інкубації, а не генетично. Якщо температура усередині гнізда була нижча за 31,7 °C або вища за 34,5 °C, то на світ з'являються самиці, в іншому випадку — самці.
Крокодили, що тільки-но вилупилися, мають довжину близько 30 см, у перші роки ростуть досить швидко. Мати піклується про потомство протягом двох років. Якщо декілька гнізд було близько один від одного, матері можуть спільно піклуватися про потомство, формуючи своєрідні крокодилові ясла. За два роки молоді крокодили досягають розміру 1,2 м і покидають рідні місця, уникаючи при цьому територій старших і більших крокодилів. Максимальна підтверджена тривалість життя крокодилів становить 44 роки, хоча існують непідтверджені свідоцтва про вік до 68 років, середня тривалість життя — 30-40 років.

## Харчування
Крокодили, що недавно вилупилися, споживають комах і водних безхребетних, досить швидко переходячи на плазунів, земноводних і птахів. Раціон навіть дорослих крокодилів на 70 % складається з риби й інших невеликих хребетних, попри те, що крокодил може з'їсти практично будь-яку тварину, що прийшла на водопій, за винятком дорослих слонів, носорогів та бегемотів. Нільський крокодил поїдає також падло, хоча уникає гнилого м'яса. Група крокодилів може віддалитися від води на сотні метрів, щоб дістатися до трупа великої тварини.
Дорослий крокодил використовує своє тіло і хвіст, щоб відтіснити зграю риб до берега, і ловить їх швидкими рухами голови. Крокодили також можуть об'єднуватися і блокувати мігруючу рибу, стаючи півколом упоперек річки. При цьому панівні крокодили їдять першими.
Відомо, що нільські крокодили можуть успішно нападати на зебр, антилоп, буйволів, молодих бегемотів і носорогів, жирафів, бородавочників, гієн, мавп, котячих, а також на інших крокодилів. Можливість майже повністю ховатися під водою у поєднанні з високою швидкістю на коротких відстанях робить крокодилів хорошими мисливцями на велику здобич. Вони вхоплюють її могутніми щелепами, тягнуть у воду і тримають там, поки вона не потоне. Від мертвої здобичі вони відривають окремі шматки і ковтають. При поділі спільної здобичі ці плазуни координують зусилля, щоб розірвати тіло, а також можуть з цією метою заштовхувати його під корчі або камені.
Нільський крокодил становить небезпеку для людей, хоча й меншою мірою, ніж гребенястий крокодил. Особливо небезпечні самиці в період турботи про потомство. Більшість атак відбуваються далеко від населених місць і не реєструються, тому реальна кількість жертв невідома. Ймовірно, вона перевищує 100 осіб на рік. У 2005 році в Уганді був спійманий крокодил, який, за твердженням місцевих жителів, з'їв за 20 років 83 людини. У 2006 році в Ботсвані жертвою крокодила став професор медицини Вашингтонського університету Річард Рут.
Припускають, що нільський крокодил має симбіотичні відношення з деякими птахами, наприклад шпорцевим чибісом (Vanellus spinosus). Згідно з окремим повідомленням, крокодил широко відкриває пащу, а в цей час птах дістає застряглі у нього в зубах шматочки м'яса. Проте ці повідомлення здаються малоймовірними, і, можливо, не є справжніми симбіотичними відносинами.

## Поширення
Крокодил нільський мешкає по берегах річок і озер, в прісних болотах, іноді трапляється в солонуватих водоймах, в гирлах річок або манграх. Він мешкає практично по всій Африці на південь від Сахари, а також на Мадагаскарі та в басейні Нілу. В минулому цей вид мешкав також на Коморських островах, в Ізраїлі, Алжирі та Йорданії. Зараз вважаються зниклими також популяції в дельті Нілу, на узбережжі Середземного моря і в Чаді. Скорочення районів проживання пояснюється перш за все тим, що клімат останнім часом став посушливішим.

## Стан популяції. Охорона
У 1940-х — 1960-х роках нільський крокодил був об'єктом полювання, переважно через високоякісну шкіру, у меншій мірі через м'ясо і нібито лікувальні властивості його органів. Це призвело до значного скорочення чисельності виду, внаслідок чого виникла загроза його зникнення. Прийняті унаслідок цього національні закони, а також міжнародні обмеження на постачання крокодилячої шкіри, дозволили частково відновити чисельність популяції в багатьох областях. Зараз цей вид не знаходиться під загрозою вимирання.
Загальна чисельність крокодила нільського станом на 2024 рік становить 50—70 тис. особин. 
 Він поширений в багатьох країнах Південної і Східної Африки, таких як Сомалі, Ефіопія, Кенія, Замбія, чисельність популяції контролюється й документується. У цих країнах успішно діють програми розведення крокодилів на спеціальних фермах, переважно задля отримання шкіри. У 1993 році було вироблено 80 000 шкір нільського крокодила, переважно на фермах Зімбабве і ПАР.

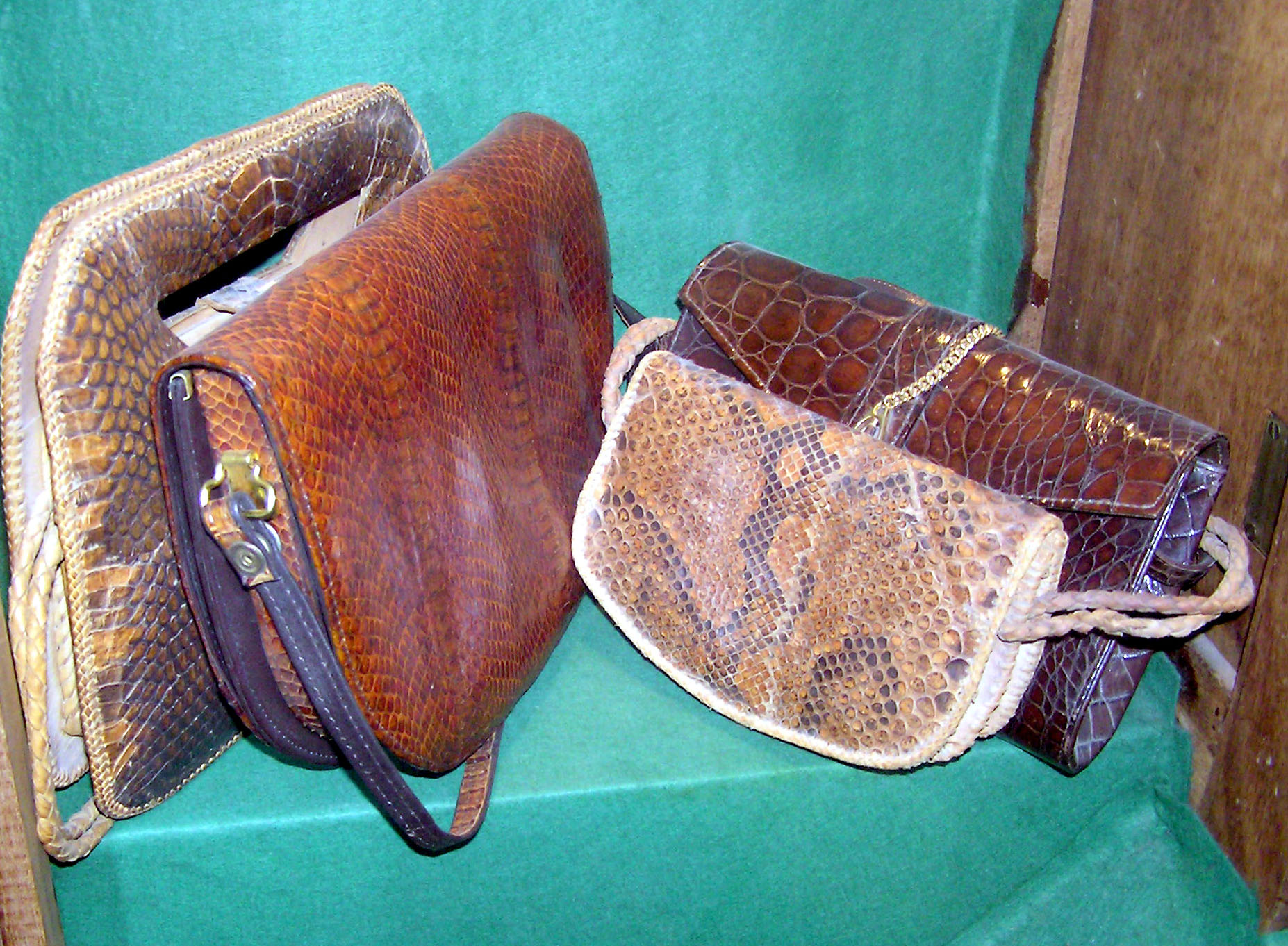
Вироби з крокодилової шкіри

У центральній і західній Африці ситуація гірша. Хоча ці регіони за площею складають близько ⅔ ареалу, популяції тут менш щільні, тому їм не було приділено достатньо уваги. Тут умови для життя гірше і, додатково, існує конкуренція з вузькорилим і тупорилим крокодилом. Через це для деяких регіонів загроза вимирання зберігається. Додатковими негативними факторами є скорочення площі боліт і полювання, яке велося в цих регіонах в 1970-х роках. Для збереження популяцій нільського крокодила в цих районах потрібні додаткові екологічні програми.
Як головний хижак в тих районах, де він мешкає, нільський крокодил грає помітну роль в екосистемах. Так, він контролює чисельність риби, від якої, у свою чергу, залежать інші тварини. Він також поїдає трупи, що потрапили у воду, запобігаючи забрудненню води. Основною загрозою для нільського крокодила є люди і результати їх господарської діяльності: забруднення середовища, рибацькі сітки тощо.
Нільський крокодил занесений до Червоного списку Міжнародного союзу охорони природи у категорії «мінімальний ризик». Торгівля крокодилами регулюється міжнародною конвенцією.

## Культ нільського крокодила

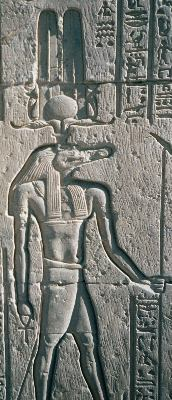
Зображення Себека в храмі в Ком-омбо

Мешканці Стародавнього Єгипту серед інших богів поклонялися богу Себеку, який асоціювався з фертильністю, захистом і владою фараона. Відношення до нього було подвійним: іноді вони полювали на крокодилів і ображали Себека, іноді бачили в ньому захисника і джерело влади фараона. Себек зіставлявся з богом землі Гебом, сонячним божеством Ра та Осирісом. Себек зображався як крокодил, мумія крокодила або людина з головою крокодила. Центром його культу в Середньому Царстві було місто Арсіноя, яке греки називали Крокодополісом. Інший великий храм Себека знаходився в місті Ком-омбо, а безліч менших — в багатьох інших містах Єгипту, в основному в Верхньому Єгипті і дельті Нілу.
Геродот писав, що в V столітті до н. е. деякі єгиптяни тримали крокодилів як домашніх тварин. У басейні храму Себека в Арсиної жив крокодил, де його годували, прикрашали коштовностями і поклонялися йому. Коли він помер, його тіло муміфікували, помістили в саркофаг і поховали в гробниці. У давньоєгипетських могилах дійсно було знайдено деяку кількість муміфікованих крокодилів і крокодилових яєць. Декілька мумій, що добре збереглися, демонструються в Каїрському музеї.
Для того, щоб заспокоїти крокодилів, в Стародавньому Єгипті використовувалися особливі заклинання. Навіть у сучасній Нубії рибалки для захисту від зла встановлюють фігурку крокодила біля входу в будинок.
Поклоніння нільському крокодилові було поширене також серед багатьох інших народів Африки. У Буркіна-Фасо вважали, що крокодили це духи предків, що охороняють села від нещасть. У Гані навпаки, вірили, що відьми могли використовувати крокодилів, мух цеце і змій, щоб творити людям зло.
У районі озера Вікторія існував звичай приносити в жертву крокодилам трупи убитих ворогів. На острові Дамба стояв храм, в якому проходили ритуали, під час яких медіум розмовляв з народом від імені крокодила, тоді як той відкривав і закривав пащу. Плем'я Нуер (Південний Судан) вшановувало нільського крокодила як тотем, але в той же час полювало на нього заради м'яса.
На Мадагаскарі вважалося, що крокодили вбивають тільки тих людей, які раніше вбивали крокодилів. І навпаки, людина мала право убити крокодила, якщо той з'їсть невинного. Якщо хто-небудь підозрювався у вбивстві крокодила, його відводили до річки, в якій водяться крокодили, і він повинен був перетнути її неушкодженим, щоб довести свою невинність.